# チャック・テイラー (プロレスラー)
チャック・テイラー（英語: Chuck Taylor、1986年4月22日 - ）は、アメリカ合衆国の男性プロレスラー。
本名、ダスティン・ハワード（英語: Dustin Howard）。ケンタッキー州マレー出身。AEW所属。

## 来歴
ハーディン郡にあるオールドスクールレスリングアカデミーに入門し、ブランドン・ウォーカーの指導の下、トレーニングを開始。2002年12月15日、16歳の若さでプロレスラーとしてデビュー。ただし地元ケンタッキーではプロとして活動できるライセンスを取得する年齢に満たしていなかったことから、当初はテネシー州やイリノイ州のインディー団体を中心に活動していた。

### チカラ

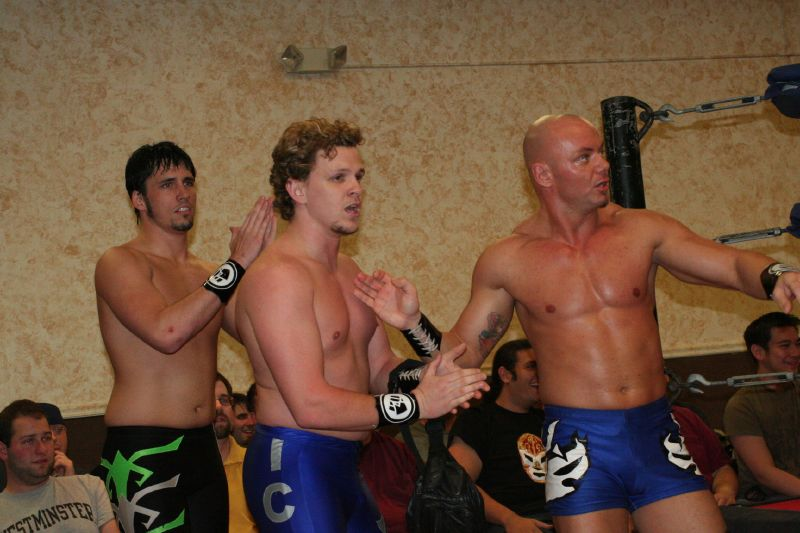
チームF.I.S.T.として活動するテイラー（左）、イカルス（中）、グラン・アクマ（右）（2008年）

チャック・テイラーのリングネームで2006年6月24日にチカラに初参戦。同団体が主催するヤングライオンズ・カップ王座決定戦トーナメントに出場し、一回戦でリコシェから勝利。準決勝に進出したが、同日に行われた準決勝戦6WAYイリミネーションマッチに敗退した。11月17日、チカラのトップ戦線で活躍するエディ・キングストンとシングルマッチで対戦。ラリー・スウィーニーの乱入によるアシストを経て、最後はオコーナーズ・ロール・アップで勝利を収めた。その後、クリス・ヒーロー率いるキング・オブ・レスリング（Kings Of Wrestling、略称 : KOW）なるユニットに合流し、翌2007年2月、イカルス & グラン・アクマと共にキング・オブ・トリオに出場したが準決勝で敗退した。4月22日、レイ・デ・ボラドーレスに出場。PAC、リコシェ、リテール・ドラゴンを交えた4WAYマッチを制し、決勝でリンス・ドラドを下して優勝。チカラのリングで初めて勲章を獲得したが、直後にチームメイトのヒーロー、スウィーニーらとの確執が発生し、ユニット間同士の抗争に発展。5月27日にイカルス & アクマと共にヒーロー & クラウディオ・カスタニョーリ & スウィーニー組と対戦し勝利。抗争を制した後、KOWから離脱してイカルス、アクマらと共に新ユニット、チームF.I.S.T（Team F.I.S.T）を結成した。6月24日には空位となったヤングライオンズカップ王座決定戦でリコシェから勝利を収め同王座を奪取。ヘリオスに敗れるまで約4か月間王座を保持し続けた。
2009年に行われたキング・オブ・トリオでは、再びイカルス & アクマのF.I.S.Tとして出場し、決勝でチーム・アッパーカット（ブライアン・ダニエルソン & クラウディオ・カスタニョーリ & デイブ・タイラー）から勝利を収めた。キング・オブ・トリオ優勝後は、コロニー（ファイヤー・アント & ソルジャー・アント）と抗争に入り、5月24日にイカルスと共にコロニーとマスカラ・コントラ・カベジェラ戦として対戦したが敗戦。試合後にイカルスと共に髪の毛を刈られてしまったが、この試合を機にコロニーとの不和を解消した。
2010年に入ると、新たにジョニー・ガルガノをF.I.S.Tに加入させ勢力を増強。2011年9月にはガルガノとのタッグで、カンペオナートス・デ・パレハス王座に2度戴冠するなどチカラのトップ戦線として存在感を発揮した。

### プロレスリング・ゲリラ
プロレスリング・ゲリラ（Pro Wrestling Guerrilla、略称 : PWG）には、2008年8月30日にデビューし、キャンディス・レラエとシングルマッチを行い勝利を収めた。同年に行われたバトル・オブ・ロサンゼルス（Battle Of Los Angeles、略称 : BOLA）にも出場したが一回戦でTJパーキンスに敗れた。2009年よりケニー・オメガとタッグチーム、メン・オブ・ロウ・モラル・ファイバー（Men Of Low Moral Fiber）を結成。同団体主催のタッグ・トーナメント、DDT4に出場、ヤング・バックス（マット・ジャクソン & ニック・ジャクソン）が保持するPWG世界タッグ王座にも挑戦した。2010年からはオメガとタッグを解消し、ブライアン・バトン、ライアン・テイラーと共にファイティング・テイラー・ボーイズ（Fightin' Taylor Boys）として活動を開始したが、テイラー自身のPWGへの参戦回数が少なくなり始め短期間でチームは消滅。2013年よりトレントとのタッグチーム、ベスト・フレンズ（Best Friends）を結成した。2014年1月、決勝でインナーシティ・マシンガンズ（リコシェ & リッチ・スワン）から勝利を収めDDT4を制し、PWGで初となるタイトルを獲得。2016年にはダルトン・キャッスル、トレヴァー・リー、マーティ・スカル、トレント、アダム・コールらとシングルマッチで対戦していずれも勝利を収め、シングル戦線としても頭角を現し始める。2017年7月7日、PWG世界王座を保持するザック・セイバー・ジュニアと対戦。テイラーはこの試合に敗れた場合、二度とPWG王座に挑戦できないという条件が課せられたが、最後はオーフル・ワッフルを決めて勝利、同王座を奪取した。

### エボルブ
エボルブには、2010年1月16日にデビューし、チャーチとシングルマッチを行い勝利を収めた。その後同団体では、リコシェ、クラウディオ・カスタニョーリ、ジミー・ジェイコブス、マイク・クワッケンブッシュ、オースチン・エリーズらとシングルマッチで対戦し好勝負を展開。年末に発表されたエボルブ・イヤー・エンド・アワードでは、MVPとブレイクアウトスターの両方に選出された。
2016年7月16日、リングネームをダスティンと改めて久々にエボルブに参戦。ドリュー・ギャロウェイと共にエボルブタッグ王座を保持するキャッチ・ポイント（ドリュー・グラック & トレイシー・ウィリアムス）と対戦し勝利、同王座を奪取した。

### DRAGON GATE USA
DRAGON GATE USAには、2010年7月24日にデビューし、アダム・コール、アリク・キャノン、リコシェらと4WAYマッチを行い勝利を収めた。同団体ではジョニー・ガルガノ、リッチ・スワンらと共にロニン（Ronin）の一員として活動。2011年3月にはDRAGON GATEに初参戦を果たした。

### インパクト・レスリング
インパクト・レスリングには、2016年7月13日にデビュー。ロックスター・スパッドとTNA Xディヴィジョン王座挑戦者決定戦の予選で対戦し勝利。翌14日、Xディヴィジョン王座の挑戦権を賭けたラダー・マッチに参戦したが挑戦権を獲得するに至らなかった。

### ROH
ROHには、2017年5月13日にチャッキーTとしてデビュー。ロッポンギ・ヴァイス（ロッキー・ロメロ & バレッタ）と共にBULLET CLUB（マット・ジャクソン & ニック・ジャクソン & ハングマン・ペイジ）と対戦し勝利を収めた。その後、同団体ではバレッタと共にベスト・フレンズとして再始動し、6月23日のBEST IN THE WORLD 2017にて、ヤング・バックス vs ウォー・マシン（レイモンド・ロウ & ハンソン）のROH世界タッグ王座戦に乱入。自分たちにもタッグ王座への挑戦資格はあると主張したことで試合は3WAYトルネードマッチに変更。急遽試合に出場することになったが王座奪取には至らなかった。

### 新日本プロレス
2017年11月6日、新日本プロレスが主催するタッグリーグ戦、WORLD TAG LEAGUEにベスト・フレンズとして出場することが明らかとなった。

## 得意技

### フィニッシュ・ホールド
オーフル・ワッフル
現在のフィニッシャー。
変形パイルドライバー。別名「オメガ・ドライバー」。
背後からリバース・ボディスラムの体勢で相手を逆さまに担ぎ上げ、そのまま尻餅をついて相手を脳天からマットに突き刺す。
カナディアン・パイルドライバー
相手をリングに背を向けた状態でコーナーポスト最上段に座らせた後、カナディアン・バックブリーカーの体勢で組み付き、最後に尻餅をついて相手の脳天をマットに叩きつける。

### 打撃技
エルボー
エルボー・スタンプ
バックエルボー
エルボー・ドロップ
バックハンド・チョップ
チョップ・スマッシュ
ナックル・パンチ
クローズライン
ドロップキック
ソールフード
テイラーのオリジナル技で、変形の顎砕き。向かい合う相手の左腕を掴みながら自らの右足を相手の顎下に押し当て、そのまま相手の左腕を引っ張りこむように後方へ倒れ込みながら相手の顎に衝撃を与える。

### 飛び技
ミサイル・ドロップキック

### 投げ技
スープレックス
スーパープレックス

### 関節技
クロス・クラブ
テイラーが使用する逆片エビ固めの名称。相手の背中を跨がずに片膝をつきながら極めていく。

## 入場テーマ曲
- Hey Sandy / Polaris
- Faithfully / Journey
- Blue Monday / Orgy
- Iteration / Wiggly of Trap Door
- Will Travel / Tim Barry

## タイトル歴
DDTプロレスリング
- アイアンマンヘビーメタル級王座 : 1回

エボルブ

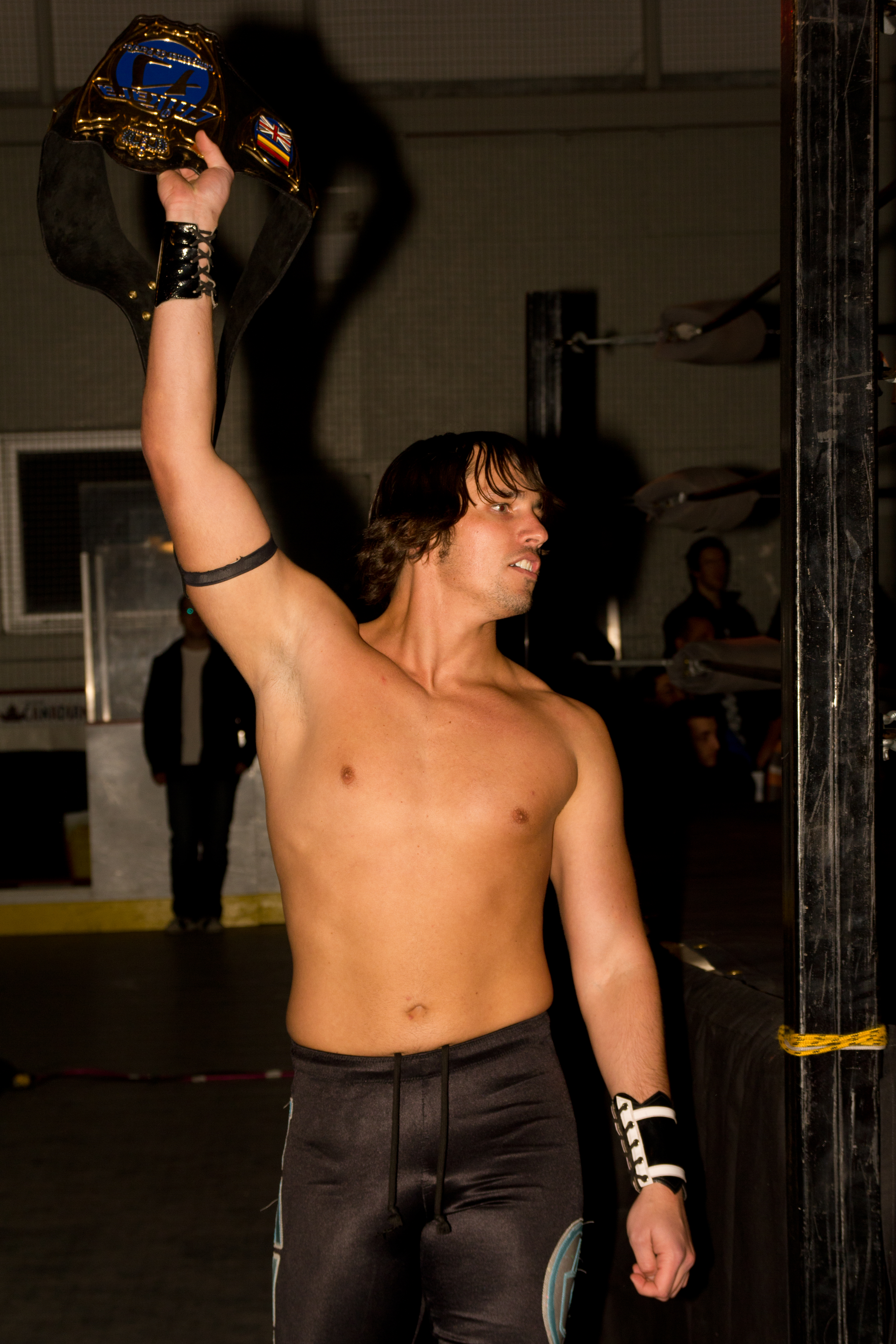
カンペオナートス・デ・パレハス王座を掲げるテイラー（2012年）

- エボルブタッグ王座 : 1回（w / ドリュー・ギャロウェイ）

チカラ
- カンペオナートス・デ・パレハス王座 : 2回（w / ジョニー・ガルガノ）
- ヤングライオンズ・カップ王座 : 1回
- キング・オブ・トリオ 優勝（2009年, w / イカルス & グラン・アクマ）
- レイ・デ・ボラドーレス 優勝（2007年）

コンバット・ゾーン・レスリング
- CZW世界ジュニアヘビー級王座 : 1回

プロレスリング・ゲリラ
- PWG世界王座 : 2回
- DDT4 優勝（2014年, w / トレント）

その他、アメリカのインディ団体を中心として多数のベルト獲得歴有り。